# Parastichopus californicus
Parastichopus californicus är en sjögurkeart som först beskrevs av William Stimpson 1857.  Parastichopus californicus ingår i släktet Parastichopus och familjen signalsjögurkor. Inga underarter finns listade i Catalogue of Life.

## Bildgalleri

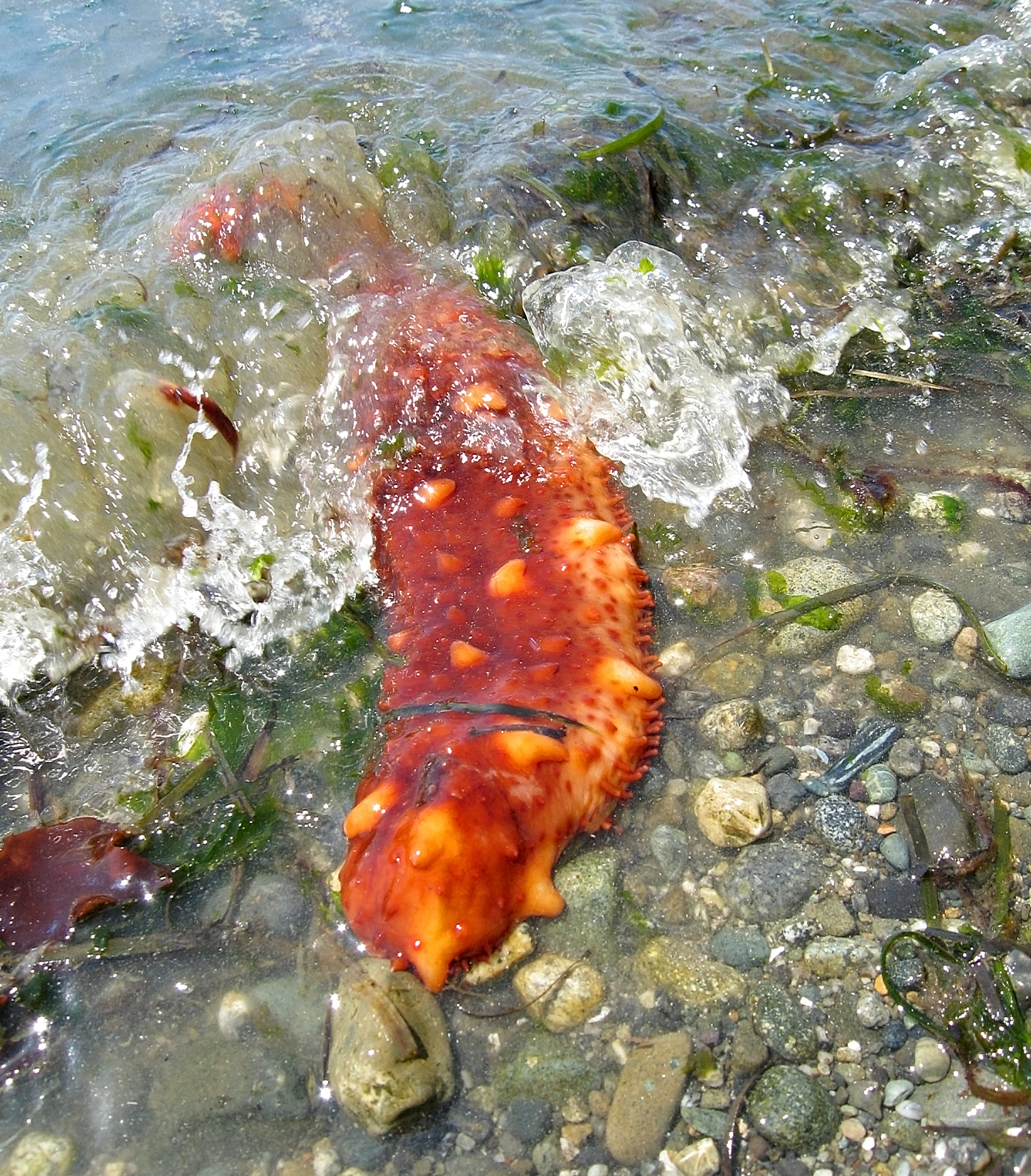